# Это жизнь!
«Это жизнь!» (англ. That's Life!) — художественный фильм, мелодрама, трагикомедия Блейка Эдвардса, вышедший на экраны в 1986 году. Эдвардс назвал картину сиквелом своей предыдущей работы «Десятка». Номинации на премию «Оскар», «Золотой глобус», «Золотая малина». Фильм также известен под названием «Такова жизнь!».

## Сюжет
Картина описывает примерно три дня из жизни состоятельного архитектора Харви Фэрчайлда, накануне 60-летнего юбилея. У него есть всё: состояние, красивый дом в Малибу, любящая жена и дети. Чем ближе юбилей, тем больше Харви озабочен — у него явный кризис возраста и болезненное отношение к прожитой жизни. Депрессия приводит к неожиданным последствиям. Харви заводит интригу на стороне, но обнаруживает, что у него возникли проблемы с потенцией, и это ещё более угнетает его. Пытаясь разобраться со своей душой, Харви отправляется на исповедь, но и тут его ждёт разочарование. Священник оказался знакомым Харви ещё со студенческих лет, совсем не тем человеком, которому он бы хотел доверить свои тайны.
Между тем супруга Харви — Джиллиан деятельно готовится к торжеству и старается не выказать озабоченности. Доктора подозревают, что у неё рак, но Джиллиан не хочет портить праздник и скрывает это от всех. На юбилей приезжают уже взрослые дети со своими проблемами в личной жизни. Кейт недавно рассталась со своим парнем. Меган Фэрчайлд ждёт ребёнка, но Харви, в ходе семейного ужина, неожиданно грубо обходится с ней. Его пугает мысль о том, что он скоро станет дедушкой.
Юбилей проводится с большим размахом, приглашено множество гостей. Харви продолжает вести себя эгоистично и недружелюбно. Тогда Джиллиан предупреждает о том, что если всё так и будет продолжаться — они могут расстаться. Тогда, наконец, Харви несколько приходит в себя и проявляет себя как гостеприимный хозяин дома и мирится с дочерью. В последний момент доктор сообщает Джилиан, что рака у неё не обнаружено и ей не о чём беспокоиться.

## В ролях
- Джек Леммон — Харви Фэрчайлд
- Джули Эндрюс — Джиллиан Фэрчайлд
- Салли Келлерман — Холи Пэрриш
- Роберт Лоджиа — отец Барагоун
- Дженнифер Эдвардс — Меган Фэрчайлд Бартлет
- Роберт Неппер — Стив Лорвин
- Мэтт Латтанци — Лари Бартлет
- Крис Леммон — Джош Фэрчайлд
- Фелиция Фарр — мадам Кэрри
- Эмма Уолтон — Кейт Фэрчайлд

## Создание картины
Для своего очередного фильма Эдвардс не смог найти финансирования, сценарий не возбудил интереса у кинокомпаний. Тем не менее Эдвардс решил создать картину любой ценой. Он вложил в производство около $1.5 млн собственных денег, а остальное финансировалось его продюсерской компанией. Columbia Pictures занималась только дистрибуцией картины. Рабочим названием сценария был «Crisis» («Кризис»), который затем сменился на «That’s Life!». Из экономии фильм снимался в особняке Эдвардса в Малибу. В некоторых кадрах можно даже заметить домашних животных хозяев дома. Режиссёр договорился со звёздами и со съёмочной группой, что они по возможности будут работать за условное вознаграждение. В картине были задействованы в основном родственники актёров: дочь Эдвардса — Дженнифер Эдвардс и дети актёра Джека Леммона. Джули Эндрюс, исполнившая роль Джиллиан — супруга Блейка Эдвардса. Развратную гадалку мадам Карри сыграла жена Джека Леммона — Фелиция Фарр.
Сценарий в картине был достаточно условным понятием — текст на 16 страниц, хотя для фильма подобной длительности их должно быть не менее ста. Режиссёр всячески поощрял актёрские импровизации. В картине отчётливо прослеживается автобиографическое начало — у занятой в фильме Дженнифер Эдвардс с её отцом Блейком Эдвардсом были сложные отношения. Когда её было 18 лет, она покинула семью и два года не разговаривала с отцом. Комментируя происходившее на съёмках, Блейк Эдвардс сказал, что, быть может, дал дочери немного того, что ей не хватало, когда она, как и героиня фильма, ждала ребёнка.
Съёмки проходили как независимое предприятие дома у Эдвардса, вне поля зрения соответствующих надзирающих структур Голливуда. Съёмочная группа работала большей частью за условное вознаграждение, и это породило неожиданную проблему. Представители местного отделения профсоюза актёров написали письмо в Hollywood Reporter о том, что продюсеры картины Адамс и Крейн не оформили отказ от получения вознаграждения, как это положено. Далее выяснилось, что актёры, занятые в фильме, и режиссёр не оформили контракты (контрактов собственно и не было) в SAG и PGA. Дошло до того, что представители профсоюза пикетировали дом Эдвардса. В результате съёмки пришлось приостановить до тех пор, пока не были подготовлены документы.
Премьера картины состоялась 9 сентября 1986 года на фестивале в Торонто. В широкий прокат она вышла 26 сентября.

## Критика
Картина получила в целом положительные отзывы критики. «Это жизнь!» стала продолжением исследования темы кризиса среднего возраста, с автобиографическим контекстом, поднятой Эдвардсом в фильме «Десятка». В лентах с небольшим бюджетом часто скудность средств бывает завуалирована искусственной «авторской» или «артхаусной» манерой съёмки. В картинах Эдвардса этого совершенно незаметно, он всегда удерживает планку мастерства на своём высоком уровне. Снятая внешне как голливудская семейная мелодрама, «Это жизнь!» имеет глубокий подтекст. В картине смешаны многие жанры и настроения: комедия положений, трагикомедия, и даже лёгкий абсурдистский налёт. Картина полна юмора, который Винсент Кэнби назвал задумчивым и совсем не таким поверхностным, как это кажется на первый взгляд. Впрочем, по мнению Роджера Эберта, режиссёр не совсем точно смог соблюсти в картине баланс между юмором и его уместностью в отдельно взятых сценах

Картина «Такова жизнь!» содержит много правдивых и хорошо сыгранных сцен, но это далеко не всё. Далеко не каждой сцене продумано её место в сюжете на одном и том же уровне. Точно подобранный тон — всё для подобного фильма. Шутка звучащая в диссонанс общему настроению, уже не смешит. Эдвардс думает, что можно произвольно переключаться от тонкой социальной сатиры к простой комедии, но это только сбивает с толку.
Оригинальный текст (англ.)"That's Life" has many moments of truth and some good performances. But it's not all of a piece; not every scene seems to have been thought through on the same level. Tone is everything in a film like this. Unless you establish one, how can you get laughs by violating it? Edwards seems to switch at random from subtle social satire to broad physical comedy, and it's too distracting.
— Роджер Эберт
Эта непродуманность заметна, например, в эпизоде, в котором Харви читает проповедь с амвона. Режиссёр собственно так и не решил до конца, будет ли данный эпизод комедийным или трагическим.
В центре внимания зрителей актёрский дуэт Леммона и Эндрюс, заслуживший высоких оценок специалистов. Прежде всего, самая яркая роль у Джека Леммона — полная самоиронии и внутреннего напряжения. Однако персонаж Джулии Эндрюс в концовке демонстрирует то, на ком, на самом деле, держится жизнь Харви Фэрчайлда и повествование картины в целом. Центральные персонажи настолько хороши, что они порой выглядят несколько посторонними в сюжетной ткани. По качеству картины никак не скажешь, что актёры второго плана подбирались случайно и по принципу родственных связей. Никто не выпадает из ансамбля, это не портит впечатления от ленты.

## Премии и номинации
- 1987 — Номинации на премию «Оскар»
  - Лучшая песня (Генри Манчини, Лесли Брикасс — «Life in a Looking Glass».)
- 1987 — номинации на «Золотой Глобус»
  - Лучшая песня
  - Лучшая мужская роль (комедия или мюзикл) (Джек Леммон)
  - Лучшая женская роль (комедия или мюзикл) (Джули Эндрюс)
- 1987 — Номинации на премию «Золотая малина»
  - Худшая песня